# Jack Schaefer
Jack Schaefer (ur. 19 listopada 1907 w Cleveland, zm. 24 stycznia 1991 w Santa Fe) – amerykański pisarz, autor powieści i opowiadań z gatunku western.

## Wybrane powieści
- Jeździec znikąd (Shane) (1949) – na jej podstawie powstał w 1953 film w reżyserii George'a Stevensa z Alanem Laddem w roli tytułowej, a także z Vanem Heflinem i Jean Arthur w rolach głównych
- Pierwsza krew (First Blood) (1953)
- Kanion (The Canyon) (1953)
- Stary Ramon (Old Ramon) (1960)
- Monte Walsh (1963) – na jej podstawie powstał w 1970 film fabularny Monte Walsh w reżyserii Williama A. Frakera z Lee Marvinem w roli tytułowej, a także z Jackiem Palancem i Jeanne Moreau w rolach głównych
- Mustangi (Mavericks) (1967)